# Tabletă grafică
O tabletă grafică este un dispozitiv periferic de intrare pentru computere, care permite introducerea imaginilor desenate manual asemenea celor realizate cu un instrument de scris pe hârtie. Aceste tablete pot fi folosite pentru a introduce date cum ar fi semnăturile de mână. Totodată pot fi folosite pentru a înregistra o imagine de pe o bucată de hârtie atașatǎ suprafeței tabletei. Capturarea datelor în acest fel se realizează prin reprezentarea conturului/ marginilor imaginii și se numește digitalizare.
O tabletă grafică (denumită și penpad, digitizer sau suprafață de digitalizare) este alcătuită dintr-o suprafață pe care utilizatorul poate „desena” sau să contureze o imagine cu un stylus, un instrument similar unui pix special conceput pentru acest aparat. Imaginea nu apare în general pe suprafața tabletei, ci pe monitorul calculatorului. Unele tablete vin cu funcționalitatea secundară de a se comporta ca un ecran tactil în loc de monitor al calculatorului, interacționând cu stylus-ul. 
Alte tablete au funcția de a înlocui mouse-ul, devenind un dispozitiv primar de selectare și navigare pentru calculator. Există tablete care în loc de stylus, au un dispoztiv-puc (ca forma unui puc) care poate fi plimbat pe suprafața tabletei și care dispune pentru captare de un reticul (goniometric) ce identifică diferențiat pozițiile locațiilor de pe tabletă.
Vârful pix-stylusui sau dispozitivul-puc, mișcate pe tabletă, transmit impulsuri prin care tableta primește informații corespondente despre apăsarea/prezența pix-stylusului sau dispozitivului-puc
pe poziția respectivă de pe tabletă. La modelele mai perfecționate pot fi recunoscute și informații precum: înclinația pixului, rotirea lui, apăsarea degetelor sau se lucrează simultan cu mai multe dispozitive (stylus, puc).
Pix-stylusul conține o bobină care poate produce un câmp magnetic direcționat sau unul variabil. Bucle conductive din tabletă identifică poziția dispozitivului pe tabletă comparând amplitudinea/tăria semnalelor induse. Alte informații suplimentare cum este apăsarea pixului sau acționarea unei taste sunt și ele digitalizate și transmise împreună cu poziția pixului către calculator. Alimentarea cu energie a pixurilor se face prin baterie electrică integrată, sau prin inducție (electromagnetică) din tabletă (pix pasiv).

## Istoric
Prima tabletă grafică a fost Teleautograful, patentat de Elisha Gray în 1888. Aceasta este cea mai cunoscută inventatoare contemporană după Alexander Graham Bell.
Predecesorul contemporan al tabletei grafice este Stylator în 1957. Mai bine cunoscută este tableta RAND sau Grafacon (denumire provenită de la noțiunea de Convertor Grafic) introdusă în 1964. Tableta RAND conținea o rețea de fire ce stabileau coordonatele într-un mic semnal magnetic. Stylus-ul primea semnalul magnetic, ce putea fi decodat mai târziu în coordonate.
Alte tablete grafice sunt cunoscute sunt cele spark sau acustice, ce foloseau un stylus pentru a genera click-urile. Acestea erau triangulate de o serie de microfoane poziționate în suprafața tabletei. Sistemul era complex și scump iar senzorii puteau interfera cu zgomotul exterior.
În anii ‘70, ‘80 digitizer-urile erau foarte populare în domeniul high end de CAD (Design asistat computerizat) și erau distribuite pe sisteme împreună cu softuri cum ar fi AutoCAD.

### Calculatoarele Apple
Summargraphics a făcut o versiune OEM proprie a BitPad-ului care era vândut de către Apple sub denumirea Apple Graphics Tablet ca accesoriu pentru Apple II. Aceste tablete foloseau o tehnologie magnetică care utiliza fire dintr-un aliaj întinse peste un substrat solid pentru a localiza cu acuratețe poziția stylusului pe suprafața tabletei. Această tehnologie permitea măsurarea proximității / a axei Z.
Prima tabletă grafică pentru calculatoarele personale a fost KoalaPad. Deși a fost inițial făcută pentru AppleII și-a extins răspândirea spre utilizatorii casnici pe sisteme cum ar fi TRS-80 Color Computer, Commodore 64, și Atari 8-bit family. Tablete concurente au început să fie produse dar se considera că Atari produce cele mai bune tablete.
În 1981, muzicianul Todd Rundgren a creat primul program color pentru tableta grafică, destinat computerelor personale licențiat pentru Apple drept Utopia Graphics Tablet System.
În anii ‘80 mai mulți producători de tablete grafice au început să introducă funcții cum ar fi recunoașterea scrisului de mână și meniuri înglobate în suprafața tabletei.

## Categorii după modul de operare
Au fost multe încercări de a categorisi tehnologiile utilizate pentru tablete grafice, una dintre ele fiind prezentată mai jos:

### Tablete pasive
Tabletele pasive, în special cele de la Wacom, au utilizat inducția electromagnetică cu fire verticale făcând tableta să transmită și să primească șiruri de informații (invers față de firele din tableta RAND). Aceasta generează un semnal electromagnetic care este recepționat de circuitul LC din stylus. Apoi firele din tabletă comută funcțiunea primind semnalul de la stylus. Datorită noilor tehnologii se poate asigura și detectarea presiunii aplicate pe tabletă.
Folosind semnalele electromagnetice este permisă detectarea poziționării stylusului fără ca acesta să atingă tableta și se asigură funcționarea fără ca stylusul să necesite baterii.

### Tabletele active
Tabletele active conțin un stylus cu o parte electronică integrată care generează și transmite semnale tabletei. Acest tip de stylus se bazează mai mult pe o baterie internă.
Datorită tipului de transmisie a datelor aceste tablete așteaptă mai mult semnale, constant, și nu alternează între modul de transmitere și recepționare a datelor.

### Tabletele acustice
Modele predecesoare erau numite tablete spark (cu scânteie) un mic generator de sunete fiind montat în stylus, iar semnalul acustic era preluat de două microfoane apropiate de suprafața de scris. Unele modele noi pot determina poziția imaginii chiar în 3D.

### Tabletele electromagnetice
Tabletele Wacom sunt un exemplu pentru acest tip de dispozitive ce generează semnale electromagnetice: conceptul celor de la Wacom este că semnalul să fie generat de stilou/indicator și detectat de o rețea de fire din tabletă. Alte modele ca cele de la Pencept generează semnalul în tabletă și îl recepționează prin intermediul stylusului.

### Tabletele cu capacitivitate
Aceste tablete au fost realizate pentru a putea folosi semnalul electrostatic. Scriptel a realizat un astfel de model. Spre deosebire de touchscreen-uri acestea pot detecta semnalul în proximitate sau chiar dacă este deasupra tabletei.
Pentru toate aceste tehnologii tabletele pot primi un semnal pentru a determina distanța de la indicator la suprafață, unghiul și alte informații adiționale.
În comparație cu touchscreen-urile o tabletă grafică oferă mai multă precizie și abilitatea de a urmări un obiect care nu atinge suprafața ei, colecționând mai multe informații. Totuși costurile acestora sunt mult mai mari se utilizează un indicator specializat.
Unele tablete, mai ales cele pentru copii mici, folosind tehnologii similare celor RAND deși acest concept nu mai este de mult folosit pentru tabletele profesionale.

## Puck-ul
Un puck este accesoriul cel mai întâlnit la tabletele grafice. El seamănă cu un mouse dar este folosit cu scopul de a urmări sau de a realiza proiecte CAD sau pentru a fi folosit drept mouse.

## Utilizare

### Mod de utilizare general
Datorită particularităților deosebite de a urmări un indicator pe tabletă sunt des folosite în grafica computerizată în a realiza imagini grafice în 2D cu diferite caracteristici ale obiectelor.
În Asia de Est aceste dispozitive periferice sunt utilizate pentru scrierea pictogramelor (cum ar fi cele chinezești, japoneze etc.). Tehnologia nu este scumpă și pune la dispoziție o unealtă facilă pentru recunoașterea scrisului de mână.
Altă utilizare se regăsește în lumea artistică unde aceste dispozitive combinate cu programe cum ar fi Adobe Photoshop conferă artiștilor precizie în timpul creării desenelor digitale. Și fotografii se folosesc de această tehnologie pentru post procesare.
Cea mai mare răspândire se găsește în realizarea desenelor tehnice și CAD deoarece se poate utiliza scrierea pe o bucată de hârtie fără a interfera cu tableta. Astfel se pot înregistra planșe, schițe atât pe hârtie cât și într-un format digital fără a fi limitat de utilizarea doar a unui instrument de scris sau a mouseului. 
Prețurile acestora variază; cele A6 fiind relativ ieftine față de cele A3. În iunie 2010 o Wacom Bamboo Pen and Touch tablet costa 99$. Tabletele moderne se conectează printr-un port USB la calculator.

### Сa soluție pentru leziuni
Utilizarea continuă a mouseului poate provoca diferite afecțiuni la nivelul încheieturii mâinilor datorită mișcărilor repetitive ale mouseului pe când folosirea unui indicator face ca mișcările mâinii să fie mai naturale reducând solicitarea.